# Editoriale Aurea
Editoriale Aurea è un editore italiano di fumetti, con sede a Maccarese, frazione di Fiumicino. Fondata e guidata da Enzo Marino, ex direttore commerciale di Eura Editoriale e Sergio Loss.

## Storia
Nato nel 2010 per raccogliere il testimone della precedente casa editrice Eura Editoriale, chiusa nel dicembre 2009, Aurea ha rilevato i diritti di tutto il parco testate pubblicate dalla casa editrice storica di Roma e ha comunicato l'intenzione di riprendere le pubblicazioni chiuse nel corso dell'anno precedente.
Tra 2010 e 2011 riprendono a uscire le riviste Lanciostory e Skorpio insieme ai volumi dedicati alle loro raccolte per anno, riprende anche ad uscire John Doe ad opera di Roberto Recchioni e Lorenzo Bartoli, mentre le precedenti collane Euracomix e Euramaster confluiscono nella neonata AureaComix che pubblica mensilmente cartonati di fumetti, graphic novel, miniserie e storie autoconclusive principalmente di autori del fumetto franco-belga e sudamericani.
L'Aurea decide anche di varare nuovi progetti editoriali come le miniserie mensili da edicola Alice Dark e Long Wei; la prima, una miniserie di otto numeri a colori distribuita in edicola, è creata e sceneggiata da Lorenzo Bartoli e illustrata da diversi disegnatori tra i quali anche Andrea Domestici e Mirka Andolfo, mentre la seconda nasce da un'idea di Enzo Marino e di Roberto Recchioni, già sceneggiatore del precedente John Doe, che è anche produttore esecutivo della serie. La stesura dei testi e della sceneggiatura degli albi è di Diego Cajelli, mentre la creazione grafica del personaggio è del disegnatore Luca Genovese, autore anche dei disegni del primo numero.

## Pubblicazioni

### Riviste
- Lanciostory
- Skorpio

### Collane
- AureaComix (dal 2010, pubblicazione in corso)
- XIII (Da novembre 2012, pubblicazione in corso)

### Personaggi principali
- Alice Dark
- Blueberry
- Dago
- John Doe
- Largo Winch
- Long Wei
- Metamorphosis